# Zombie Hotel
Zombie Hotel è una serie televisiva a disegni animati, prodotta nel 2005 da Alphanim, Telegael, Magma Films e LuxAnimation; è stata trasmessa in Italia inizialmente dal canale Disney Channel, e a partire dal 23 gennaio 2006 su Toon Disney.

## Trama
La serie narra delle avventure dei due pargoli di una famiglia di zombi: Fungus e Maggot, iscritti alla scuola degli umani; ma le differenze fra umani e zombi sono notevoli, e non mancheranno di venire fuori, fra rigetto e ammirazione.

## Personaggi principali
- Fungus e Maggot: i due zombie protagonisti. Maggot ha i capelli marroni a riccioli come il fratello, che però ce li ha color giallastro scuro.
- Rictus: padre di Fungus e Maggot. Balbetta molto spesso e non si sa esprimere molto bene.
- Funerella: madre di Fungus e Maggot. È molto brava nel suo lavoro e spiega bene le cose.
- Sam: amico di Fungus e Maggot. L'unico uomo che conosce il loro segreto.
- Colonnello: ex colonnello dell'esercito dal nome mai specificato. Ha il corpo perfettamente in ottime condizioni, tranne la testa, tutta bitorzoluta. Ama Dama Fedora.
- Dama Fedora: spirito che a tratti odia e a tratti ama il colonnello.
- Gibbis: portiere e cameriere. È un po' brusco e perde sempre gli arti.
- Tutan: una mummia.
- Frencis: mostro di dolce carattere, dall'aspetto simile a Frankenstein.
- Zio Bon: scienziato diabolico che ha progettato Frencis.
- Cheff: cuoco vampiro dell'hotel. È molto severo sulle ricette.
- Wilson: assistente di Cheff.
- Arboton: insegnante di Fungus, Maggot e Sam.
- Preside: preside della scuola di Fungus, Maggot e Sam. È molto strano e severo.
- Ylai: genietto della classe.

## Lista episodi

### 1ª stagione
| nº | Titolo italiano                        |
| -- | -------------------------------------- |
| 1  | Primo giorno                           |
| 2  | L'amore è nell'aria                    |
| 3  | Lavori idraulici                       |
| 4  | Orgoglio di zombie                     |
| 5  | L'attacco delle piccole pesti          |
| 6  | A caccia di zombie                     |
| 7  | Votate per gli zombie                  |
| 8  | Persone felici                         |
| 9  | I veri amici                           |
| 10 | Non è giusto!                          |
| 11 | Il morteanno di Funerella              |
| 12 | Arriva l'uomo nero                     |
| 13 | Qualcosa di vecchio, qualcosa di nuovo |
| 14 | Un cuoco di troppo                     |
| 15 | Incantesimo                            |

## Uscita edizioni in DVD
- Zombie Hotel - Volume 1: Primo giorno (Episodio: 1-3)
- Zombie Hotel - Volume 2: A caccia di Zombie (Episodio: 4-6)
- Zombie Hotel - Volume 3: Persone felici (Episodio: 7-9)
- Zombie Hotel - Volume 4: Non è giusto! (Episodio: 10-12)
- Zombie Hotel - Volume 5: Incantesimo (Episodio: 13-15)
- Gli episodi dal 16 al 26 sono ancora inediti in DVD
- In ogni DVD includono 3 episodi
- I DVD sono distribuiti dalla Delta Pictures dall'anno 2010 al 2014